# Bolongongo
Bolongongo és un municipi de la província de Kwanza-Nord. Té una extensió de 1.061 km² i 12.635 habitants. Comprèn les comunes de Bolongongo, Kiquiemba i Terreiro. Limita al nord amb el municipi de Quitexe, a l'est amb el d'Ambaca, al sud amb el municipi de Quiculungo, i a l'oest amb el de Banga.